# زهرا آیت‌اللهی
زهرا آیت‌اللهی فعال اصولگرا، رئیس پیشین شورای فرهنگی اجتماعی زنان و خانواده و از اعضای حقوقی پیشین شورای عالی انقلاب فرهنگی است. این نهاد سیاست گذاری و برنامه‌ریزی کلان در مسائل فرهنگی و اجتماعی زنان و ایجاد هماهنگی‌های لازم در این امور را بر عهده دارد. او مدیریت گروه مطالعات زن و خانواده پژوهشگاه فرهنگ و معارف اسلامی -وابسته به نهاد نمایندگی رهبری در دانشگاه‌ها- را برعهده دارد.
یادداشت آیت‌اللهی در روزنامه کیهان مورخه سوم دی ۱۳۹۶ در مخالفت با لایحه منع خشونت علیه زنان توجه گسترده‌ای را برانگیخت. این لایحه برای تصویب در مجلس از سوی معاونت امور زنان و خانواده ریاست‌جمهوری تهیه شده‌است. به اعتقاد او دفاع از زنان کار مردان محرم آنهاست و این لایحه باعث بازداشتن مردان از ازدواج و خشونت علیه مردان می‌شود. به اعتقاد او این لایحه خانواده را تبدیل به یک معرکه می‌کند تا زنان از مسئولیت‌هایشان فرار کرده و مردان از جایگاه اصلی خود -مدیریت خانواده- به اعتقاد او جابجا شوند. او این لایحه را باعث دفاع از زنان روسپی به جای زنان عفیف و مظلوم دانسته‌است.
پدر آیت‌اللهی روحانی و از شاگردان آیت‌الله خمینی بود ولی تحصیلات دانشگاهی نیز داشت. آیت‌اللهی ده سال در قم در حوزه تحصیل کرده و مدرک سطح سه را دریافت کرده‌است. در تهران مسؤولیت بخش خواهران نهاد نمایندگی ولی فقیه در دانشگاه تهران را بر عهده داشته‌است.
آیت‌اللهی معتقد است نباید از ازدواج افراد زیر ۱۸ سال جلوگیری کرد و این کار بر اساس شریعت اسلام حق شخصی این افراد است. او آموزش همسرداری را برای دختران واجب تر از فرمول‌های شیمی، فیزیک و ریاضی دانسته‌است.